# Guadua chacoensis
Guadua chacoensis är en gräsart som först beskrevs av Rojas Acosta, och fick sitt nu gällande namn av Ximena Londoño och Paul M. Peterson. Guadua chacoensis ingår i släktet Guadua och familjen gräs. Inga underarter finns listade i Catalogue of Life.